# Jacques de Reinach
Jacob Adolphe Jacques Reinach, född 17 april 1840, död 19 november 1892, var en fransk baron och bankir, känd som Jacques de Reinach. Som bankir ansvarade han under sitt liv för flera viktiga affärsöverenskommelser. Som sådan, bland annat i egenskap av Ferdinand de Lesseps finansiella rådgivare, var han även inblandad i Panamaskandalen, en skandal som bland annat Hannah Arendt och Derek Penslar har lyft fram som särskilt viktig för den franska antisemitismens tilltagande och intensifiering, som kulminerade i Dreyfusaffären.
Han var son till tysk-judiska föräldrar, men valde själv att bli fransman. 1863 grundade han med sin svåger investmentbanken Kohn, Reinach & Co.